# Philip Zimbardo
Philip George Zimbardo (New York, 1933. március 23. – San Francisco, 2024. október 14.) olasz származású amerikai pszichológus, szociológus, író, kutató, egyetemi tanár. Kutatási területe elsősorban az emberi agresszió. Vizsgálatai szerint a rossz környezet a jó emberekből is kihozhatja a rosszat. Az ezzel kapcsolatos, 1971-ben végzett stanfordi börtönkísérlete miatt lett világszinten ismert, melyről több film is készült az elmúlt évtizedekben. Számos könyv és tanulmány szerzője.

## Pályafutás
Családja Szicíliából vándorolt be, szegény körülmények között nőtt fel Bronxban. Gyerekkorában gyakran betegeskedett, ezért nem igazán vették maguk közé a gyerekközösségek, így már akkor módja lett megfigyelni a különböző szereplők viselkedését, hogy miért lesz valaki vezető, más pedig követő. A főiskolán unalmasnak találta az akkori pszichológiaoktatást, ezért inkább szociológiát és antropológiát hallgatott. A Yale Egyetemen doktorált pszichológiából. Tanított a New York Egyetemen és a Columbia Egyetemen is. 1968-ban kezdett a Stanford Egyetemen tanítani, 1971-ben az egyetem alagsorában rendezte meg az azóta elhíresült börtönkísérletét, melyet az amerikai hadsereg megbízásából végzett, hogy kiderüljön, miért fordulnak elő konfliktusok a katonai börtönökben rabok és őreik között.

### A börtönkísérlet
A kísérlet során teljesen átlagos egyetemistákat toboroztak raboknak és börtönőröknek, akiket Zimbardo az alagsorban berendezett börtönben helyezett el, Zimbardo pedig a börtönparancsnok volt. Zimbardo olyan körülményeket igyekezett kialakítani, amelyek reményei szerint a résztvevőkben segítenek kiváltani a dezorientációt, deperszonalizációt és deindividualizációt. Mindent megtett, hogy a rabokat megfossza személyiségüktől, a börtönőröket viszont egyenruhával, botokkal és napszemüvegekkel szerelte fel. A „börtönőrök” idővel azonban hatalmukkal visszaélve, agresszív viselkedésükkel veszélyeztették a „rabok” testi és szellemi épségét, ezért Zimbardo az eredetileg kéthetesre tervezett kísérletét kénytelen volt a hatodik napon leállítani. Zimbardo következtetése a kísérletből az volt, hogy rossz, agresszív környezetben az átlagos, rosszra nem hajlamos emberek is képesek gonosszá válni és rossz dolgokat elkövetni. Ugyanakkor egy 2018-as cikk információi szerint a kísérlet megrendezett volt, az őröket utasították, hogy keményen bánjanak a rabokkal.

### Abu Ghraib börtön
2004-ben az iraki Abu Ghraib börtönben nem sokkal korábban történt, amerikai hadsereg katonái által elkövetett kegyetlenkedések kapcsán is felszólalt, miután az egyik megvádolt katona ügyvédje felkérte szakértőnek. Zimbardo az információk áttanulmányozása során arra a következtetésre jutott, hogy itt lényegében megismétlődött a hajdani kísérlete: a katonák stresszes, feladatukat számos módon nehezítő körülmények között voltak kénytelenek szolgálatot teljesíteni, akár napi 12 órában, miközben a feletteseik elvárták, hogy bármi áron szerezzenek információkat a foglyoktól, és közben a börtönt sem hagyhatták el. Ennek következtében kegyetlenkedtek a rabokkal. Zimbardo szerint a szakvéleményének is köszönhető, hogy a megvádolt katona eredetileg 15 éves börtönbüntetését végül négy évre csökkentették.

### Egyéb munkák

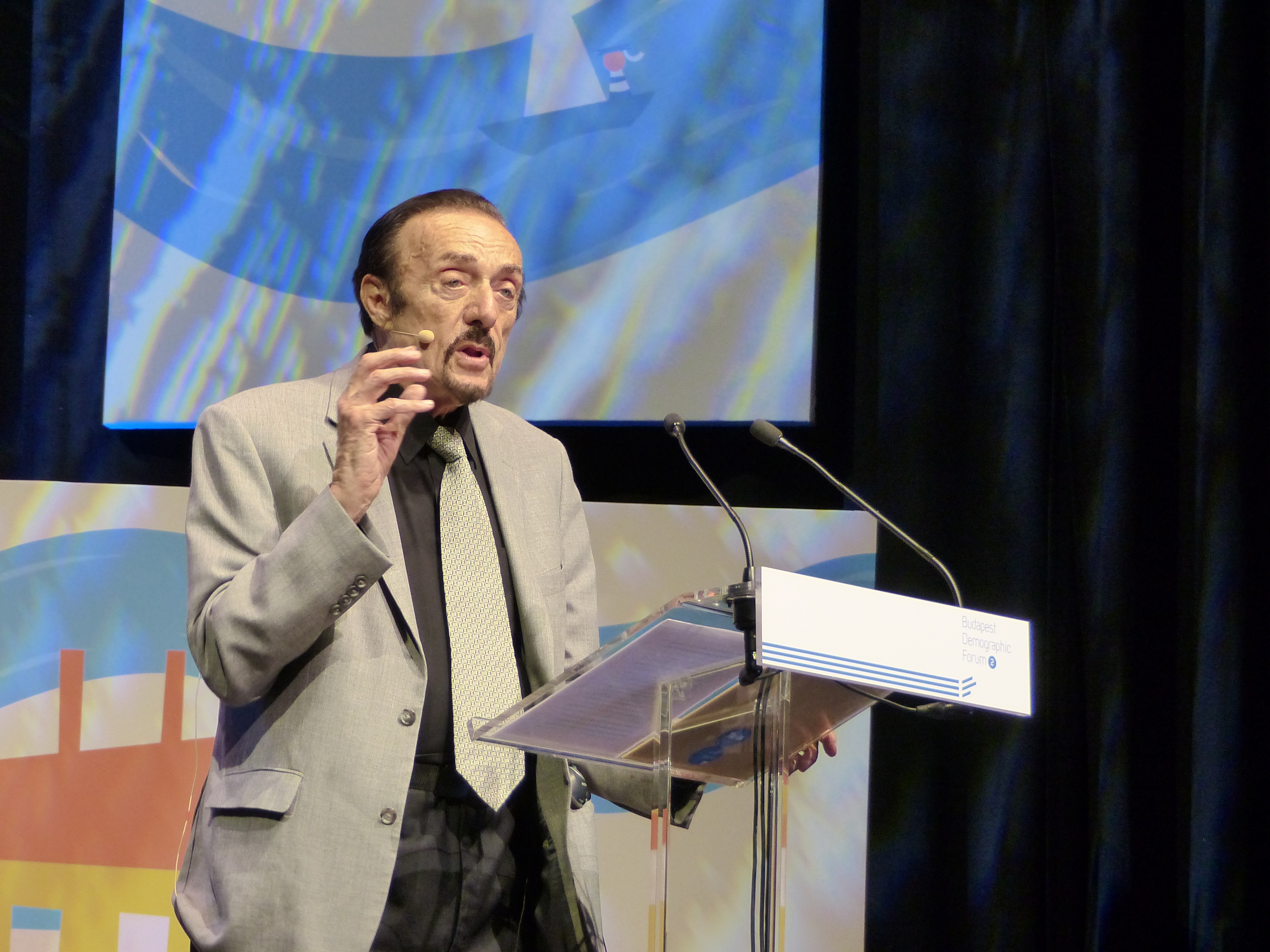
Philip Zimbardo előad a Budapesti Demográfiai Fórumon, Budapest Kongresszusi Központ, 2017. május 25.

Zimbardo foglalkozott az időérzékelés kérdésével is, erről szól a John Boyddal közösen írt Időparadoxon – Hasznosítsuk újra a tegnapot, élvezzük a mát, és legyünk úrrá a holnapon! című könyve, majd megírta a A Lucifer-hatás – Hogyan és miért válnak jó emberek gonosszá? című könyvét, melyben az agressziókutatásait foglalja össze, de írt könyvet a férfiszerepekről is, melyet Nikita D. Coulombe-val közösen jegyez, ez a Nincs kapcsolat – Hová lettek a férfiak? Később, részben az Abu Ghraib börtönben történtek hatására a hétköznapi hősiesség kérdéskörével kezdett foglalkozni, vagyis azzal, hogy hozható ki az emberekből egy tudatosabb, másokért tevő ember. Ez ügyben egy alapítványt is létrehozott Heroic Imagination Project néven, és egy 6 modulból álló oktatási programot dolgozott ki. A hétköznapi hősiességgel foglalkozó programját Magyarországon a Hősök Tere Kezdeményezés adaptálja és oktatja, amelynek Zimbardo is társalapítója. Zimbardo a Hősök Tere Kezdeményezés meghívására rendszeresen jár Magyarországon. 2017-ben előadást tartott a Budapesti Demográfiai Fórumon is.

## Magánélet
Felesége Christina Maslach szociálpszichológus, egyetemi tanár, aki volt diákjaként annak idején először szólította fel a börtönkísérlet befejezésére.
Családja körében hunyt el San Franciscóban 91 éves korában.

## Magyarul megjelent művei
- A Lucifer-hatás – Hogyan és miért válnak jó emberek gonosszá?; ford. Varga Katalin; Ab Ovo, Budapest, 2012, ISBN 9789639378902
- Philip Zimbardo–John Boyd: Időparadoxon. Hasznosítsuk újra a tegnapot, élvezzük a mát, és legyünk úrrá a holnapon!; ford. Kőrös László; HVG Könyvek, Budapest, 2012, ISBN 9789633040768
- Philip Zimbardo–Nikita D. Coulombe: Nincs kapcsolat. Hová lettek a férfiak?; ford. Farkas Nóra; Libri, Budapest, 2016, ISBN 9789633107898
- Philip Zimbardo–Robert Johnson–Vivian McCann: Pszichológia mindenkinek, 1-4.; ford. Dövényi Ibolya; Libri, Budapest, 2017–2018
  - 1. Agyműködés – Öröklés – Észlelés – Fejlődés, Libri Könyvkiadó Kft., ISBN 9789634331612
  - 2. Tanulás – Emlékezés – Intelligencia – Tudatosság, Libri Könyvkiadó Kft., ISBN 9789634331629
  - 3. Motiváció – Érzelmek – Személyiség – Közösség, Libri Könyvkiadó Kft., ISBN 9789634331971
  - 4. Zavarok – Terápiák – Stressz – Stratégiák, Libri Könyvkiadó Kft., ISBN 9789634331988
- Philip Zimbardo–Rosemary Sword: Időperspektíva-módszer a gyakorlatban. Engedjük el a múltat, éljük meg a jelent és teremtsünk boldog jövőt; ford. Pétersz Tamás; HVG Könyvek, Budapest, 2019 ISBN 9789633048252
- Életem. Az évszázad pszichológiája; közrem. Daniel Hartwig, ford. Bíró Júlia; Open Books, Budapest, 2021 ISBN 9789635720507